# SN 1995au
SN 1995au – supernowa typu I odkryta 29 października 1995 roku w galaktyce A011832+0754. W momencie odkrycia miała maksymalną jasność 20,70m.